# Кертсонвилл (тауншип, Миннесота)
Кертсонвилл (англ. Kertsonville) — тауншип в округе Полк, Миннесота, США. На 2000 год его население составило 105 человек.

## География
По данным Бюро переписи населения США площадь тауншипа составляет 94,6 км², из которых 94,6 км² занимает суша, водоёмов нет.

## Демография
По данным переписи населения 2000 года здесь находились 105 человек, 39 домохозяйств и 32 семьи. Плотность населения —  1,1 чел./км². На территории тауншипа расположено 42 постройки со средней плотностью 0,4 построек на один квадратный километр. Расовый состав населения: 99,05 % белых и 0,95 % коренных американцев. Испанцы или латиноамериканцы любой расы составляли 0,95 % от популяции тауншипа.
Из 39 домохозяйств в 30,8 % воспитывались дети до 18 лет, в 76,9 % проживали супружеские пары, в 2,6 % проживали незамужние женщины и в 15,4 % домохозяйств проживали несемейные люди. 12,8 % домохозяйств состояли из одного человека, при том 5,1 % из — одиноких пожилых людей старше 65 лет. Средний размер домохозяйства — 2,69, а семьи — 2,91 человека.
21,9 % населения — младше 18 лет, 5,7 % — в возрасте от 18 до 24 лет, 25,7 % — от 25 до 44, 30,5 % — от 45 до 64, и 16,2 % — старше 65 лет. Средний возраст — 44 года. На каждые 100 женщин приходилось 110,0 мужчин. На каждые 100 женщин старше 18 приходилось 95,2 мужчин.
Средний годовой доход домохозяйства составлял 64 000 долларов, а средний годовой доход семьи —  63 750 долларов. Средний доход мужчин —  31 750  долларов, в то время как у женщин — 21 250. Доход на душу населения составил 24 474 доллара. За чертой бедности находились 6,1 % семей и 3,9 % всего населения тауншипа.